# Mile Škorić
Mile Škorić (Vinkovci, 19 juni 1991) is een Kroatisch voetballer die doorgaans speelt als centrale verdediger. In januari 2025 verruilde hij Tianjin Jinmen Tiger voor HNK Rijeka. Škorić maakte in 2017 zijn debuut in het Kroatisch voetbalelftal.

## Clubcarrière
Škorić speelde vanaf zijn twaalfde levensjaar in de jeugd van Cibalia Vinkovci. Deze club verliet hij drie jaar later voor een plekje in de opleiding van NK Osijek. In het seizoen 2007/08 speelde hij zijn eerste wedstrijd in het eerste elftal van die club. Op 22 maart 2008 debuteerde hij op bezoek bij NK Zadar. Die club kwam op voorsprong door een treffer van Želimir Terkeš. Een kwartier voor tijd maakte Tomislav Višević gelijk, die daarmee de uitslag besliste op 1–1. Škorić mocht van coach Ilija Lončarević in de laatste minuut speeltijd invallen voor Antonio Hrnčević. Vier seizoenen lang speelde hij maximaal dertien officiële wedstrijden per seizoen, waarna hij een niveau lager ging spelen, bij HNK Gorica. Hier speelde de centrumverdediger een half seizoen, voor HAŠK hem overnam in januari 2012. Medio 2013 keerde hij terug naar NK Osijek, dat hem transfervrij kon aantrekken. Na het vertrek van Borna Barišić naar Rangers, werd Škorić verkozen tot nieuwe aanvoerder van Osijek. Drie maanden later werd zijn verbintenis opengebroken en met twee seizoenen verlengd tot medio 2025. Deze periode zat hij niet uit, want in maart 2023 nam Cangzhou Mighty Lions hem over voor circa tweehonderdduizend euro en hij tekende voor twee jaar met een optie op een extra seizoen. De Kroaat verkaste in januari 2024 binnen China naar Tianjin Jinmen Tiger. Een jaar later keerde hij terug naar zijn vaderland, bij HNK Rijeka.

## Clubstatistieken
| Seizoen | Club                  | Competitie   | Competitie | Competitie | Beker | Beker | Internationaal | Internationaal | Totaal | Totaal |
| Seizoen | Club                  | Competitie   | Wed.       | Dlp.       | Wed.  | Dlp.  | Wed.           | Dlp.           | Wed.   | Dlp.   |
| ------- | --------------------- | ------------ | ---------- | ---------- | ----- | ----- | -------------- | -------------- | ------ | ------ |
| 2007/08 | NK Osijek             | 1. HNL       | 1          | 0          | 0     | 0     | —              | —              | 1      | 0      |
| 2008/09 | NK Osijek             | 1. HNL       | 9          | 0          | 1     | 0     | —              | —              | 10     | 0      |
| 2009/10 | NK Osijek             | 1. HNL       | 12         | 0          | 1     | 0     | —              | —              | 13     | 0      |
| 2010/11 | NK Osijek             | 1. HNL       | 5          | 1          | 1     | 0     | —              | —              | 6      | 1      |
| 2011/12 | HNK Gorica            | 2. HNL       | 11         | 0          | 0     | 0     | —              | —              | 11     | 0      |
| 2011/12 | HAŠK                  | 2. HNL       | 12         | 1          | 0     | 0     | —              | —              | 12     | 1      |
| 2012/13 | HAŠK                  | 2. HNL       | 25         | 6          | 0     | 0     | —              | —              | 25     | 6      |
| 2013/14 | NK Osijek             | 1. HNL       | 23         | 3          | 1     | 0     | —              | —              | 24     | 3      |
| 2014/15 | NK Osijek             | 1. HNL       | 31         | 4          | 1     | 0     | —              | —              | 32     | 4      |
| 2015/16 | NK Osijek             | 1. HNL       | 23         | 2          | 3     | 0     | —              | —              | 26     | 2      |
| 2016/17 | NK Osijek             | 1. HNL       | 22         | 0          | 3     | 0     | —              | —              | 25     | 0      |
| 2017/18 | NK Osijek             | 1. HNL       | 31         | 1          | 3     | 0     | 8              | 0              | 42     | 1      |
| 2018/19 | NK Osijek             | 1. HNL       | 34         | 3          | 3     | 0     | 3              | 0              | 40     | 3      |
| 2019/20 | NK Osijek             | 1. HNL       | 31         | 1          | 4     | 1     | 2              | 0              | 37     | 2      |
| 2020/21 | NK Osijek             | 1. HNL       | 30         | 1          | 3     | 1     | 1              | 0              | 34     | 2      |
| 2021/22 | NK Osijek             | 1. HNL       | 26         | 0          | 3     | 0     | 4              | 1              | 33     | 1      |
| 2022/23 | NK Osijek             | HNL          | 11         | 0          | 1     | 0     | 2              | 0              | 14     | 0      |
| 2023    | Cangzhou Mighty Lions | Super League | 21         | 2          | 0     | 0     | —              | —              | 21     | 2      |
| 2024    | Tianjin Jinmen Tiger  | Super League | 28         | 1          | 2     | 0     | —              | —              | 30     | 1      |
| 2024/25 | HNK Rijeka            | HNL          | 0          | 0          | 0     | 0     | 0              | 0              | 0      | 0      |
| Totaal  | Totaal                | Totaal       | 386        | 25         | 30    | 2     | 20             | 1              | 436    | 28     |

Bijgewerkt op 15 januari 2025.

## Interlandcarrière
Škorić maakte zijn debuut in het Kroatisch voetbalelftal op 27 mei 2017, toen een vriendschappelijke wedstrijd gespeeld werd tegen Mexico. Duje Čop en Fran Tudor scoorden voor Kroatië, waarna Javier Hernández namens Mexico was terugdeed en de uitslag bepaalde op 1–2. Škorić mocht van bondscoach Ante Čačić in de basisopstelling beginnen. De centrale verdediger kreeg in de vierenzestigste en de zevenenzeventigste minuut een gele kaart, waardoor hij het veld moest verlaten. De andere Kroatische debutanten dit duel waren Zoran Nižić, Nikola Vlašić (beiden Hajduk Split), Ivan Šunjić, Denis Kolinger, Lovro Majer (allen Lokomotiva Zagreb), Mato Miloš (NK Istra 1961), Ivan Santini (SM Caen) en Nikola Katić (Slaven Belupo).
Hij werd in mei 2021 door bondscoach Zlatko Dalić opgenomen in de selectie van Kroatië voor het uitgestelde EK 2020. Op het toernooi werd Kroatië in de achtste finales uitgeschakeld door Spanje (3–5 na verlenging). Daarvoor werd in de groepsfase verloren van Engeland (1–0), gelijkgespeeld tegen Tsjechië (1–1) en gewonnen van Schotland (3–1). Škorić kwam niet in actie. Zijn toenmalige teamgenoot László Kleinheisler (Hongarije) was ook actief op het EK.
| Interlands van Mile Škorić voor Kroatië | Interlands van Mile Škorić voor Kroatië | Interlands van Mile Škorić voor Kroatië | Interlands van Mile Škorić voor Kroatië | Interlands van Mile Škorić voor Kroatië | Interlands van Mile Škorić voor Kroatië | Interlands van Mile Škorić voor Kroatië |
| №                                       | Datum                                   | Wedstrijd                               | Uitslag                                 | Competitie                              | Goals                                   |                                         |
| Als speler bij NK Osijek                | Als speler bij NK Osijek                | Als speler bij NK Osijek                | Als speler bij NK Osijek                | Als speler bij NK Osijek                | Als speler bij NK Osijek                | Als speler bij NK Osijek                |
| --------------------------------------- | --------------------------------------- | --------------------------------------- | --------------------------------------- | --------------------------------------- | --------------------------------------- | --------------------------------------- |
| 1                                       | 27 mei 2017                             | Mexico – Kroatië                        | 1 – 2                                   | Vriendschappelijk                       |                                         |                                         |
| 2                                       | 8 juni 2019                             | Kroatië – Wales                         | 2 – 1                                   | EK 2020 kwalificatie                    |                                         |                                         |
| 3                                       | 19 november 2019                        | Kroatië – Georgië                       | 2 – 1                                   | Vriendschappelijk                       |                                         |                                         |
| 4                                       | 17 november 2020                        | Kroatië – Portugal                      | 2 – 3                                   | Nations League 2020/21                  |                                         |                                         |
| 5                                       | 1 juni 2021                             | Kroatië – Armenië                       | 1 – 1                                   | Vriendschappelijk                       |                                         |                                         |
| 6                                       | 1 september 2021                        | Rusland – Kroatië                       | 0 – 0                                   | WK 2022 kwalificatie                    |                                         |                                         |
| 7                                       | 29 maart 2022                           | Kroatië – Bulgarije                     | 2 – 1                                   | Vriendschappelijk                       |                                         |                                         |

Bijgewerkt op 15 januari 2025.